# Kötet (informatika)
A számítógépes operációs rendszerek szempontjából, kötet az a kifejezés, amivel meghatározható egy egyedülálló, egyszeres hozzáférésű tároló terület, egy hozzá tartozó fájlrendszerrel, ami tipikusan (de nem kötelezően) a merevlemez egy partícióján helyezkedik el. Egyszerűbben, a kötet egy logikai interfészre vonatkozik, amit az operációs rendszer valamilyen adathordozón tárolt adatokhoz való hozzáférésnél használ, és a fájlrendszer számára egy területként jelentkezik.
A kötetek nem kizárólag egy merevlemezen helyezkedhetnek el, akár több merevlemez egészét vagy részét is össze lehet fogni egy kötetben, pl. RAID készítésével vagy JBOD-dal.
A Unix-szerű operációs rendszerekben a köteteket általában a logikai kötet menedzser – Logical Volume Manager kezeli. A "Logikai lemezkezelés" – és a kötetek – elérhetőek a NT-alapú Microsoft Windows különböző verzióiban is, ahol azt a kernel kezeli, és a Disk Management MMC snap-in használja.
A "kötet" fogalomnak a mágnesszalagok mindennapi használata idején volt jelentősége, mivel ott egy kötet – a fizikai korlátok miatt – csak egy mágnesszalag tekercs lehetett. A mágnesszalagos operációs rendszerek (TOS – tape operating system), pontosabban a mágnes-szalagos fájlrendszerek a következő fájltípusokat kezelték:
- egykötetes többfájl – egy szalagon több fájl tárolható.
- egykötetes egyfájl – egy szalagon csak egy fájl tárolható.
- többkötetes többfájl – egy szalagon több fájl tárolható, de ezek közül egy fájl egyik része – fizikailag – egy másik szalagon van, amely szalagon még több másik fájl is lehet.
- többkötetes egyfájl – egy fájl több szalagon helyezkedik el, más fájl(ok)nincsen(ek) a szalagokon.

## A kötet és a partíció közötti különbségek
A kötet nem ugyanaz, mint a partíció. Például, egy hajlékonylemez elérhető, mint egy kötet, még ha nem is tartalmaz partíciót, mint ahogyan a modern számítógép hardvereken a flopi nem particionálható. Az operációs rendszer képes felismerni egy partíciót, anélkül, hogy bármilyen kötet tartozna hozzá, de az operációs rendszer nem tudja értelmezni a fájlrendszer által tárolt adatokat.
Ilyen helyzet előfordulhat egy Windows-alapú operációs rendszer és egy nem Microsoft operációs rendszer partíciót, mint például egy ext3-t közösen használ a Linux-al. Másik példa az Intel világban az "Extended Partition" – kiterjesztett partíció. Ezek valóban partíciók, de közvetlenül nem tartalmaznak semmilyen fájlrendszert.
Ugyanakkor, a "logikai meghajtókat" (mint a köteteket) a partíciókon létre kell hozni. Mint például a NetWare esetén, ahol a kötetek egy egyedi, saját partícióban helyezkednek el. Röviden: a kötetek logikailag az operációs rendszer szintjén léteznek, a partíciók fizikai szinten léteznek, a hordozótól függő szinten. Néha egy-az-egy az összefüggés közöttük, de ez nem minden esetben igaz.

### Példa
Például, tekintsünk egy Windows XP rendszert, két (fizikai) merevlemezes egységgel. Az első merevlemezen két partíció van, a másodikon egy. Az első merevlemez első partíciója tartalmazza az operációs rendszert. A meghajtók elnevezése alapértelmezés szerinti.
| Fizikai Diszk | Partíció   | Fájlrendszer | Meghajtó betűjele |
| ------------- | ---------- | ------------ | ----------------- |
| merevlemez-1  | Partíció-1 | NTFS         | C:                |
|               | Partíció-2 | FAT32        | D:                |
| merevlemez-2  | Partíció-1 | FAT32        | E:                |

Ennél a példánál,
- "C:", "D:", és "E:" kötetek.
- Merevlemez-1 és merevlemez-2 a fizikai diszkek.
- "Meghajtó" bármelyik lehet közülük.

## A kötetek jellemzői

### Windows-NT alapú operációs rendszerek
Nagyon fontos megjegyezni, hogy a Windows NT-alapú operációs rendszereknek nincsen egyedi gyökér (root) katalógusuk. Ennek következtében, a Windows hozzárendel legalább egy elérési utat minden csatlakoztatott (mounted) kötethez, a következő két forma valamelyike szerint:
- Egy meghajtó betűjele, ami formailag egy egyedülálló betű, melyet kettőspont követ, például "F:"
- Egy csatlakozási-pont egy NTFS kötethez, ami egy betűvel azonosított meghajtón helyezkedik el, például "C:\Music"

A fenti két esetben, egy "zene1.mp3" fájlt, ami a csatlakoztatott kötet gyökér katalógusában van tárolva vagy a "F:\Track 1.mp3" vagy a "C:\Music\Track 1.mp3" jelölhető ki.
Hogy egy csatlakozási-pontot hozzá lehessen rendelni egy kötethez, mint egy elérési utat egy másik kötethez, a következő feltételeknek kell teljesülniük:
- A kötetet NTFS szerint kell formázni.
- A gyökér elérési útnak egy létező katalógusra kell mutatnia.
- A katalógusnak üresnek kell lennie.

Alapértelmezésben, a Windows minden meghajtóhoz hozzárendel egy azonosító betűt a következők szerint:
- "A:" és "B:" floppy meghajtók, akár léteznek, akár nem
- "C:" és a következő betűk:
  - merev lemezek
  - cserélhető lemezek, ideértve az optikai hordozókat (u.m. CD-k és DVD-k)

A fenti konvenció miatt, az operációs rendszer indító meghajtóját a legtöbb esetben "C:"-nek nevezik, de nem minden esetben.
A Windows XP esetében, a csatlakozási-pont a Disk Management snap-in által menedzselhető a Microsoft Management Console segítségével. A részleteket a "Computer Management"-ben, az "Administrative Tools" szekcióval Control Panel (Windows) lehet beállítani.
Több, mint egy betűs név vonatkozhat egy egyedüli kötetre, amit a SUBST paranccsal lehet megoldani .
Figyelem: egy meghajtó betűjelének vagy csatlakozási-pontnak az eltávolítása esetleg program megállást okozhat, ugyanis lehetnek olyan fájlok, amik az ismert elérési utakon mégsem lesznek elérhetőek. Például, ha egy programot úgy installálnak, hogy az elérése a "D:\Program Files\valamilyen_program", akkor várható, hogy az adatfájljait a "D:\Program Files\valamilyen_program\Data" elérési úton éri el. Ha az eddig "D:"-nek nevezett meghajtót "E:"-re cseréljük, akkor a "valamilyen_program" nem lesz képes elérni az adatait a "D:\Program Files\Some Program\Data" elérési úton, mivel a "D:" meghajtóhoz nem tartozik semmilyen kötet.

### Unix-szerű operációs rendszerek
Az Unix-like operációs rendszerekben, eltérően a boot kötettől, a köteteknek van csatlakozási-pontjuk valahol a fájlrendszerben, amit egy elérési út – path – reprezentál. Logikailag, a könyvtári fa a köteten van tárolva, a fa kezdetét a csatlakozási-pont határozza, mutatja meg. A konvenciók alapján ezek a csatlakozási-pontok gyakran az '/mnt'-nak nevezett, vagy '/media'-nak nevezett (vagy egyéb kifejezések is használhatók) helyeken vannak.
Mint a Windows-nál, használható egy adott elérési út úgy, mint egy csatlakozási pont egy másik kötethez, ahol egy üres katalógusnak kell lennie (ezt a katalógust gyakran hívják mappának – "folder").
A Unix-szerű operációs rendszerek a mount parancsot használják a kötetek csatlakozási-pontjainak kezeléséhez.
Például, ha egy CD-ROM meghajtó tartalmaz egy 'info.txt' nevű fájlt, és csatlakoztatva lett a rendszerhez a '/mnt/iso9660' paranccsal, akkor a text fájl elérhető a '/mnt/iso9660/info.txt' paranccsal.

## Miért előnyös, ha egy fájl egy köteten helyezkedik el

### Adatkezelés gyorsasága
Egy köteten belül a fájlok általában mozgathatók a köteten belül a fájlkezelő rendszerrel anélkül, hogy ténylegesen mozognának az adatok maguk. Viszont, ha az adatokat a köteten kívülre kell vinni, akkor az adatok mozgatása elkerülhetetlen, ami egy elég nagy terhelést jelentő, kevéssé biztonságos műveletet jelent.
A koncepció világossá tételéhez képzeljünk el egy nagy könyvtárat. A tudományos munkák között eredetileg létezik a "növények" osztály. Ha ezt az osztályt átvisszük a "növénytermesztés" alá, a hozzá tartozó könyveknek nem kell mozogniuk, ugyanazon az "állandó" helyen maradhatnak a könyvtári polcon, amit a könyvtári kartonon fel is tüntetnek. Ha viszont a könyv átkerül egy másik könyvtárba, akkor a kartonok módosítása nem elegendő, a könyvnek fizikailag is helyet kell változtatnia.

### Fejlettebb fájl- és kötet kezelők speciális lehetőségei
Néhány fájlrendszer, mint például a Microsoft szabadalmazott NTFS fájlrendszere, és az ext3, megengedi többszörös "álnevek" – pseudonym (ezeket nevezik "beégetett kapcsolatoknak" – hard link) létrehozását ugyanazon a köteten lévő, egyedülálló fájlokra. A beégetett kapcsolatok megengedik, hogy egy fájlra két különböző fájlnéven lehessen hivatkozni, anélkül, hogy a fájl adatai két helyen lennének tárolva (és természetesen kétszeres helyfoglalás is történne). Ilyen beégetett kapcsolat nem hozható létre fájlokra kötetek között. Visszatérve a könyvtári analógiára, ez azt jelenti, hogy egy könyvnek két könyvtári index kartonja van, egy a "növények" és egy pedig a "növénytermesztés" csoportban, mindkettőtől el lehet jutni a keresett könyvhöz.
Általában egy beégetett kapcsolat megszüntetése (törlése) nincs azonnali hatással egy másik beégetett kapcsolatra, mindaddig, amíg az utolsó beégetett kapcsolatot nem törlik, ekkor ugyanis a fájl által eddig elfoglalt terület felszabadul (a fájl törlődik). Ugyanakkor, egy olyan fájl adatainak megváltozása, amelyre beégetett kapcsolat hivatkozik, érinteni fog minden másik beégetett kapcsolatot. A beégetett kapcsolat nem keverendő össze a MacOS-nél létező alias – más néven funkciójával, a Windows shortcut-jával vagy a Unix és változati által használt szimbolikus link-ekkel, amelyek néha hivatkozhatnak másik köteten lévő fájlokra. A FAT fájlrendszer, mint például a FAT32, nem támogatja sem a beégetett kapcsolatot, sem pedig a symlinket, annak ellenére, hogy a Windows operációs rendszer támogat egy 'links' megoldást, de az egészen mással kapcsolatos.

## Fordítás
Ez a szócikk részben vagy egészben  a   Volume (computing) című angol Wikipédia-szócikk fordításán alapul.  Az eredeti cikk szerkesztőit annak laptörténete sorolja fel. Ez a jelzés csupán a megfogalmazás eredetét és a szerzői jogokat jelzi, nem szolgál a cikkben szereplő információk forrásmegjelöléseként.